# Hanna Szmalenberg
Hanna Szmalenberg (geboren 1950 in Warschau) ist eine polnische Architektin der Volksrepublik Polen deutsch-protestantischer Abstammung. Sie schuf im Stil des Realsozialismus.

## Leben und Werk
Szmalenberg studierte an der Technischen Universität Warschau. Sie entwarf einige Mahnmale, so zum Beispiel zusammen mit Władysław Klamerus das Umschlagplatz-Denkmal und mit Marek Moderau das Żegota-Denkmal in Warschau sowie das Mahnmal am Anielewicz-Bunker. Sie schuf auch Gräber bedeutender jüdischer Persönlichkeiten.